# 扎科特內
扎科特內（羅馬化：Zakotne）是位於烏克蘭東部的村莊，由盧甘斯克州舊比利斯克區的新普斯科夫市鎮負責管轄。該村始建於1632年，面積8平方公里，海拔高度60米，2001年人口1,269，人口密度每平方公里158.6人。